# 1790
Portal Geschichte | Portal Biografien | Aktuelle Ereignisse | Jahreskalender | Tagesartikel

◄ |
17. Jahrhundert |
18. Jahrhundert
| 19. Jahrhundert | ►

◄ |
1760er |
1770er |
1780er |
1790er
| 1800er | 1810er | 1820er | ►

◄◄ |
◄ |
1786 |
1787 |
1788 |
1789 |
1790
| 1791 | 1792 | 1793 | 1794 | ► | ►►
Staatsoberhäupter  · Nekrolog   · Musikjahr
| Januar | Januar | Januar | Januar | Januar | Januar | Januar | Januar |
| Kw     | Mo     | Di     | Mi     | Do     | Fr     | Sa     | So     |
| ------ | ------ | ------ | ------ | ------ | ------ | ------ | ------ |
| 53     |        |        |        |        | 1      | 2      | 3      |
| 1      | 4      | 5      | 6      | 7      | 8      | 9      | 10     |
| 2      | 11     | 12     | 13     | 14     | 15     | 16     | 17     |
| 3      | 18     | 19     | 20     | 21     | 22     | 23     | 24     |
| 4      | 25     | 26     | 27     | 28     | 29     | 30     | 31     |

| Februar | Februar | Februar | Februar | Februar | Februar | Februar | Februar |
| Kw      | Mo      | Di      | Mi      | Do      | Fr      | Sa      | So      |
| ------- | ------- | ------- | ------- | ------- | ------- | ------- | ------- |
| 5       | 1       | 2       | 3       | 4       | 5       | 6       | 7       |
| 6       | 8       | 9       | 10      | 11      | 12      | 13      | 14      |
| 7       | 15      | 16      | 17      | 18      | 19      | 20      | 21      |
| 8       | 22      | 23      | 24      | 25      | 26      | 27      | 28      |

| März | März | März | März | März | März | März | März |
| Kw   | Mo   | Di   | Mi   | Do   | Fr   | Sa   | So   |
| ---- | ---- | ---- | ---- | ---- | ---- | ---- | ---- |
| 9    | 1    | 2    | 3    | 4    | 5    | 6    | 7    |
| 10   | 8    | 9    | 10   | 11   | 12   | 13   | 14   |
| 11   | 15   | 16   | 17   | 18   | 19   | 20   | 21   |
| 12   | 22   | 23   | 24   | 25   | 26   | 27   | 28   |
| 13   | 29   | 30   | 31   |      |      |      |      |

| April | April | April | April | April | April | April | April |
| Kw    | Mo    | Di    | Mi    | Do    | Fr    | Sa    | So    |
| ----- | ----- | ----- | ----- | ----- | ----- | ----- | ----- |
| 13    |       |       |       | 1     | 2     | 3     | 4     |
| 14    | 5     | 6     | 7     | 8     | 9     | 10    | 11    |
| 15    | 12    | 13    | 14    | 15    | 16    | 17    | 18    |
| 16    | 19    | 20    | 21    | 22    | 23    | 24    | 25    |
| 17    | 26    | 27    | 28    | 29    | 30    |       |       |

| Mai | Mai | Mai | Mai | Mai | Mai | Mai | Mai |
| Kw  | Mo  | Di  | Mi  | Do  | Fr  | Sa  | So  |
| --- | --- | --- | --- | --- | --- | --- | --- |
| 17  |     |     |     |     |     | 1   | 2   |
| 18  | 3   | 4   | 5   | 6   | 7   | 8   | 9   |
| 19  | 10  | 11  | 12  | 13  | 14  | 15  | 16  |
| 20  | 17  | 18  | 19  | 20  | 21  | 22  | 23  |
| 21  | 24  | 25  | 26  | 27  | 28  | 29  | 30  |
| 22  | 31  |     |     |     |     |     |     |

| Juni | Juni | Juni | Juni | Juni | Juni | Juni | Juni |
| Kw   | Mo   | Di   | Mi   | Do   | Fr   | Sa   | So   |
| ---- | ---- | ---- | ---- | ---- | ---- | ---- | ---- |
| 22   |      | 1    | 2    | 3    | 4    | 5    | 6    |
| 23   | 7    | 8    | 9    | 10   | 11   | 12   | 13   |
| 24   | 14   | 15   | 16   | 17   | 18   | 19   | 20   |
| 25   | 21   | 22   | 23   | 24   | 25   | 26   | 27   |
| 26   | 28   | 29   | 30   |      |      |      |      |

| Juli | Juli | Juli | Juli | Juli | Juli | Juli | Juli |
| Kw   | Mo   | Di   | Mi   | Do   | Fr   | Sa   | So   |
| ---- | ---- | ---- | ---- | ---- | ---- | ---- | ---- |
| 26   |      |      |      | 1    | 2    | 3    | 4    |
| 27   | 5    | 6    | 7    | 8    | 9    | 10   | 11   |
| 28   | 12   | 13   | 14   | 15   | 16   | 17   | 18   |
| 29   | 19   | 20   | 21   | 22   | 23   | 24   | 25   |
| 30   | 26   | 27   | 28   | 29   | 30   | 31   |      |

| August | August | August | August | August | August | August | August |
| Kw     | Mo     | Di     | Mi     | Do     | Fr     | Sa     | So     |
| ------ | ------ | ------ | ------ | ------ | ------ | ------ | ------ |
| 30     |        |        |        |        |        |        | 1      |
| 31     | 2      | 3      | 4      | 5      | 6      | 7      | 8      |
| 32     | 9      | 10     | 11     | 12     | 13     | 14     | 15     |
| 33     | 16     | 17     | 18     | 19     | 20     | 21     | 22     |
| 34     | 23     | 24     | 25     | 26     | 27     | 28     | 29     |
| 35     | 30     | 31     |        |        |        |        |        |

| September | September | September | September | September | September | September | September |
| Kw        | Mo        | Di        | Mi        | Do        | Fr        | Sa        | So        |
| --------- | --------- | --------- | --------- | --------- | --------- | --------- | --------- |
| 35        |           |           | 1         | 2         | 3         | 4         | 5         |
| 36        | 6         | 7         | 8         | 9         | 10        | 11        | 12        |
| 37        | 13        | 14        | 15        | 16        | 17        | 18        | 19        |
| 38        | 20        | 21        | 22        | 23        | 24        | 25        | 26        |
| 39        | 27        | 28        | 29        | 30        |           |           |           |

| Oktober | Oktober | Oktober | Oktober | Oktober | Oktober | Oktober | Oktober |
| Kw      | Mo      | Di      | Mi      | Do      | Fr      | Sa      | So      |
| ------- | ------- | ------- | ------- | ------- | ------- | ------- | ------- |
| 39      |         |         |         |         | 1       | 2       | 3       |
| 40      | 4       | 5       | 6       | 7       | 8       | 9       | 10      |
| 41      | 11      | 12      | 13      | 14      | 15      | 16      | 17      |
| 42      | 18      | 19      | 20      | 21      | 22      | 23      | 24      |
| 43      | 25      | 26      | 27      | 28      | 29      | 30      | 31      |

| November | November | November | November | November | November | November | November |
| Kw       | Mo       | Di       | Mi       | Do       | Fr       | Sa       | So       |
| -------- | -------- | -------- | -------- | -------- | -------- | -------- | -------- |
| 44       | 1        | 2        | 3        | 4        | 5        | 6        | 7        |
| 45       | 8        | 9        | 10       | 11       | 12       | 13       | 14       |
| 46       | 15       | 16       | 17       | 18       | 19       | 20       | 21       |
| 47       | 22       | 23       | 24       | 25       | 26       | 27       | 28       |
| 48       | 29       | 30       |          |          |          |          |          |

| Dezember | Dezember | Dezember | Dezember | Dezember | Dezember | Dezember | Dezember |
| Kw       | Mo       | Di       | Mi       | Do       | Fr       | Sa       | So       |
| -------- | -------- | -------- | -------- | -------- | -------- | -------- | -------- |
| 48       |          |          | 1        | 2        | 3        | 4        | 5        |
| 49       | 6        | 7        | 8        | 9        | 10       | 11       | 12       |
| 50       | 13       | 14       | 15       | 16       | 17       | 18       | 19       |
| 51       | 20       | 21       | 22       | 23       | 24       | 25       | 26       |
| 52       | 27       | 28       | 29       | 30       | 31       |          |          |

| Januar | Januar | Januar | Januar | Januar | Januar | Januar | Januar |
| Kw     | Mo     | Di     | Mi     | Do     | Fr     | Sa     | So     |
| ------ | ------ | ------ | ------ | ------ | ------ | ------ | ------ |
| 53     |        |        |        |        | 1      | 2      | 3      |
| 1      | 4      | 5      | 6      | 7      | 8      | 9      | 10     |
| 2      | 11     | 12     | 13     | 14     | 15     | 16     | 17     |
| 3      | 18     | 19     | 20     | 21     | 22     | 23     | 24     |
| 4      | 25     | 26     | 27     | 28     | 29     | 30     | 31     |

| Februar | Februar | Februar | Februar | Februar | Februar | Februar | Februar |
| Kw      | Mo      | Di      | Mi      | Do      | Fr      | Sa      | So      |
| ------- | ------- | ------- | ------- | ------- | ------- | ------- | ------- |
| 5       | 1       | 2       | 3       | 4       | 5       | 6       | 7       |
| 6       | 8       | 9       | 10      | 11      | 12      | 13      | 14      |
| 7       | 15      | 16      | 17      | 18      | 19      | 20      | 21      |
| 8       | 22      | 23      | 24      | 25      | 26      | 27      | 28      |

| März | März | März | März | März | März | März | März |
| Kw   | Mo   | Di   | Mi   | Do   | Fr   | Sa   | So   |
| ---- | ---- | ---- | ---- | ---- | ---- | ---- | ---- |
| 9    | 1    | 2    | 3    | 4    | 5    | 6    | 7    |
| 10   | 8    | 9    | 10   | 11   | 12   | 13   | 14   |
| 11   | 15   | 16   | 17   | 18   | 19   | 20   | 21   |
| 12   | 22   | 23   | 24   | 25   | 26   | 27   | 28   |
| 13   | 29   | 30   | 31   |      |      |      |      |

| April | April | April | April | April | April | April | April |
| Kw    | Mo    | Di    | Mi    | Do    | Fr    | Sa    | So    |
| ----- | ----- | ----- | ----- | ----- | ----- | ----- | ----- |
| 13    |       |       |       | 1     | 2     | 3     | 4     |
| 14    | 5     | 6     | 7     | 8     | 9     | 10    | 11    |
| 15    | 12    | 13    | 14    | 15    | 16    | 17    | 18    |
| 16    | 19    | 20    | 21    | 22    | 23    | 24    | 25    |
| 17    | 26    | 27    | 28    | 29    | 30    |       |       |

| Mai | Mai | Mai | Mai | Mai | Mai | Mai | Mai |
| Kw  | Mo  | Di  | Mi  | Do  | Fr  | Sa  | So  |
| --- | --- | --- | --- | --- | --- | --- | --- |
| 17  |     |     |     |     |     | 1   | 2   |
| 18  | 3   | 4   | 5   | 6   | 7   | 8   | 9   |
| 19  | 10  | 11  | 12  | 13  | 14  | 15  | 16  |
| 20  | 17  | 18  | 19  | 20  | 21  | 22  | 23  |
| 21  | 24  | 25  | 26  | 27  | 28  | 29  | 30  |
| 22  | 31  |     |     |     |     |     |     |

| Juni | Juni | Juni | Juni | Juni | Juni | Juni | Juni |
| Kw   | Mo   | Di   | Mi   | Do   | Fr   | Sa   | So   |
| ---- | ---- | ---- | ---- | ---- | ---- | ---- | ---- |
| 22   |      | 1    | 2    | 3    | 4    | 5    | 6    |
| 23   | 7    | 8    | 9    | 10   | 11   | 12   | 13   |
| 24   | 14   | 15   | 16   | 17   | 18   | 19   | 20   |
| 25   | 21   | 22   | 23   | 24   | 25   | 26   | 27   |
| 26   | 28   | 29   | 30   |      |      |      |      |

| Juli | Juli | Juli | Juli | Juli | Juli | Juli | Juli |
| Kw   | Mo   | Di   | Mi   | Do   | Fr   | Sa   | So   |
| ---- | ---- | ---- | ---- | ---- | ---- | ---- | ---- |
| 26   |      |      |      | 1    | 2    | 3    | 4    |
| 27   | 5    | 6    | 7    | 8    | 9    | 10   | 11   |
| 28   | 12   | 13   | 14   | 15   | 16   | 17   | 18   |
| 29   | 19   | 20   | 21   | 22   | 23   | 24   | 25   |
| 30   | 26   | 27   | 28   | 29   | 30   | 31   |      |

| August | August | August | August | August | August | August | August |
| Kw     | Mo     | Di     | Mi     | Do     | Fr     | Sa     | So     |
| ------ | ------ | ------ | ------ | ------ | ------ | ------ | ------ |
| 30     |        |        |        |        |        |        | 1      |
| 31     | 2      | 3      | 4      | 5      | 6      | 7      | 8      |
| 32     | 9      | 10     | 11     | 12     | 13     | 14     | 15     |
| 33     | 16     | 17     | 18     | 19     | 20     | 21     | 22     |
| 34     | 23     | 24     | 25     | 26     | 27     | 28     | 29     |
| 35     | 30     | 31     |        |        |        |        |        |

| September | September | September | September | September | September | September | September |
| Kw        | Mo        | Di        | Mi        | Do        | Fr        | Sa        | So        |
| --------- | --------- | --------- | --------- | --------- | --------- | --------- | --------- |
| 35        |           |           | 1         | 2         | 3         | 4         | 5         |
| 36        | 6         | 7         | 8         | 9         | 10        | 11        | 12        |
| 37        | 13        | 14        | 15        | 16        | 17        | 18        | 19        |
| 38        | 20        | 21        | 22        | 23        | 24        | 25        | 26        |
| 39        | 27        | 28        | 29        | 30        |           |           |           |

| Oktober | Oktober | Oktober | Oktober | Oktober | Oktober | Oktober | Oktober |
| Kw      | Mo      | Di      | Mi      | Do      | Fr      | Sa      | So      |
| ------- | ------- | ------- | ------- | ------- | ------- | ------- | ------- |
| 39      |         |         |         |         | 1       | 2       | 3       |
| 40      | 4       | 5       | 6       | 7       | 8       | 9       | 10      |
| 41      | 11      | 12      | 13      | 14      | 15      | 16      | 17      |
| 42      | 18      | 19      | 20      | 21      | 22      | 23      | 24      |
| 43      | 25      | 26      | 27      | 28      | 29      | 30      | 31      |

| November | November | November | November | November | November | November | November |
| Kw       | Mo       | Di       | Mi       | Do       | Fr       | Sa       | So       |
| -------- | -------- | -------- | -------- | -------- | -------- | -------- | -------- |
| 44       | 1        | 2        | 3        | 4        | 5        | 6        | 7        |
| 45       | 8        | 9        | 10       | 11       | 12       | 13       | 14       |
| 46       | 15       | 16       | 17       | 18       | 19       | 20       | 21       |
| 47       | 22       | 23       | 24       | 25       | 26       | 27       | 28       |
| 48       | 29       | 30       |          |          |          |          |          |

| Dezember | Dezember | Dezember | Dezember | Dezember | Dezember | Dezember | Dezember |
| Kw       | Mo       | Di       | Mi       | Do       | Fr       | Sa       | So       |
| -------- | -------- | -------- | -------- | -------- | -------- | -------- | -------- |
| 48       |          |          | 1        | 2        | 3        | 4        | 5        |
| 49       | 6        | 7        | 8        | 9        | 10       | 11       | 12       |
| 50       | 13       | 14       | 15       | 16       | 17       | 18       | 19       |
| 51       | 20       | 21       | 22       | 23       | 24       | 25       | 26       |
| 52       | 27       | 28       | 29       | 30       | 31       |          |          |

## Ereignisse

### Politik und Weltgeschehen

#### Frankreich
- 11. Januar: In Ris-Orangis finden die ersten Bürgermeisterwahlen Frankreichs statt.
- 26. Februar/4. März: In Frankreich wird die Einteilung in 83 Départements an Stelle der historischen Provinzen gültig.
- 21. März: In Frankreich wird im Zuge der Französischen Revolution die besonders unbeliebte Salzsteuer beseitigt.
- 27. April: In der Zeit der Französischen Revolution wird der als radikal geltende Club des Cordeliers gegründet. Seine Mitglieder popularisieren das Motto Liberté, Egalité, Fraternité.
- 19. Juni: Die Konstituante, die erste Französische Nationalversammlung, schafft den Erbadel ab und verbietet Adelstitel.
- 12. Juli: Die Konstituante verabschiedet die Zivilverfassung des Klerus, welche dem Papst Rechte über die französische Kirche entzieht. Geistliche werden Staatsbeamte.

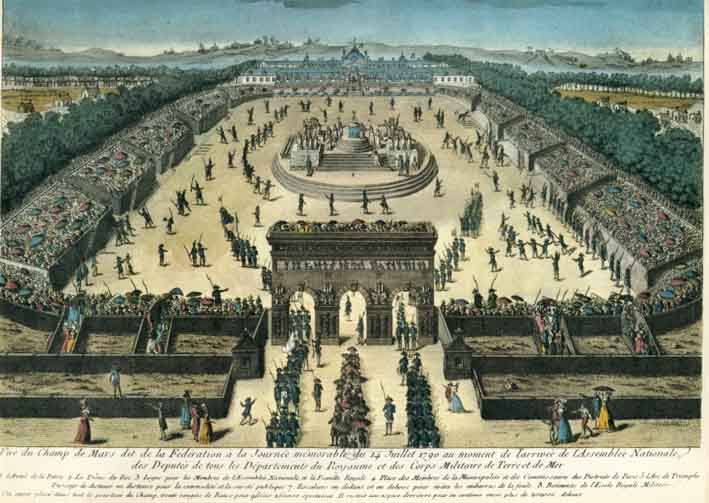
Das Föderationsfest

- 14. Juli: Auf dem Pariser Champ de Mars wird zum ersten Jahrestag der Erstürmung der Bastille das Föderationsfest abgehalten. 60.000 Abgesandte aus 83 Departements versammeln sich zu den Feierlichkeiten. König Ludwig XVI. schwört dabei den Eid auf die Verfassung. Vorbild sind regionale Föderationsfeste der Nationalgarden, die in Südfrankreich schon im August 1789 abgehalten worden sind.
- 31. August: Ein Truppenkontingent unter dem Befehl von François-Claude-Amour de Bouillé beendet die am 5. August begonnene Nancy-Affäre. Das Niederschlagen einer Meuterei der Garnison in Nancy kostet mindestens 89 Menschen im Barrikadenkampf das Leben. Mindestens 22 Soldaten werden in der Folge nach jeweiligem Todesurteil sofort hingerichtet.
- 6. September: Abschaffung der Parlemente, der bisherigen Gerichtshöfe.
- September: Jacques-René Héberts ultrarevolutionäre Zeitschrift Le père Duchesne erscheint zum ersten Mal.
- 31. Oktober: Aufhebung der Binnenzölle.
- 27. November: Ein Dekret der Nationalversammlung verpflichtet den Klerus zum Eid auf die Verfassung.

#### Heiliges Römisches Reich

Flagge der Vereinigten Belgischen Staaten

- 11. Januar: Nach der Brabanter Revolution deklariert Hendrik van der Noot auf dem Gebiet der österreichischen Niederlande die Vereinigten Belgischen Staaten. Doch schon am 2. Dezember des Jahres wird das Land durch eingerückte Truppen wieder österreichisch.
- 20. Februar: Thronwechsel in Österreich. Auf Joseph II. folgt sein Bruder Leopold II.
- Juni/Juli bis September: In Kursachsen kommt es zum Sächsischen Bauernaufstand.
- 27. Juli: Im Hinblick auf die Französische Revolution verständigen sich in der Reichenbacher Konvention Preußens König Friedrich Wilhelm II. und der Habsburger Leopold II. auf das Beilegen ihrer Konflikte.
- 30. August: Der Mainzer Knotenaufstand beginnt.
- 30. September: Leopold II. wird in Frankfurt am Main zum römisch-deutschen Kaiser gewählt.
- 9. Oktober: Leopold II. wird in Frankfurt am Main zum Kaiser gekrönt.

#### Russisch-Schwedischer Krieg 1788–1790

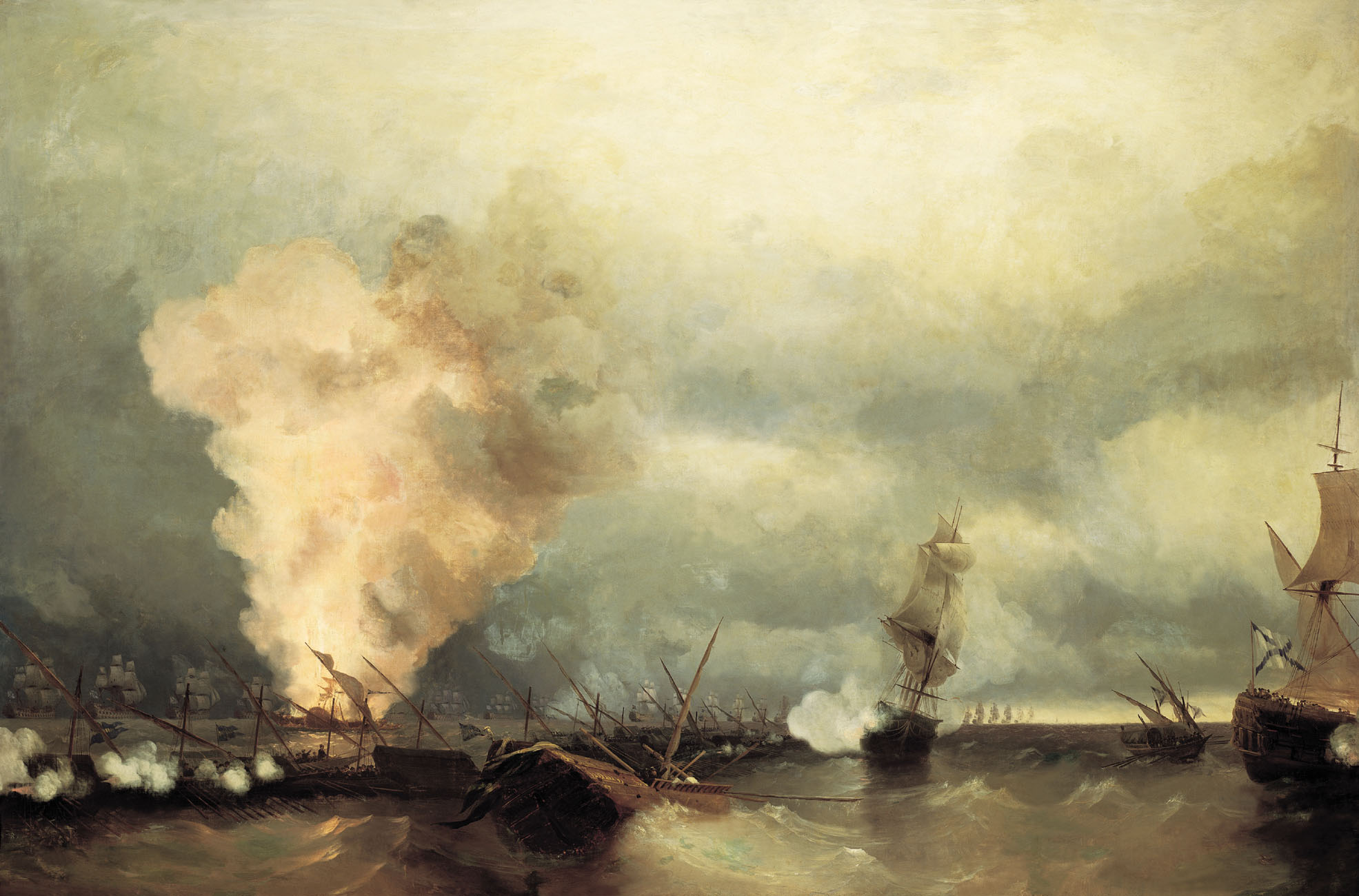
Spießrutenlauf von Wyborg

- 3. Juli: Im Russisch-Schwedischen Krieg erhält die schwedische Flotte bei Wyborg den Befehl, den Fluchtweg von König Gustav III. abzusichern. Der Spießrutenlauf von Wyborg endet unter großen Verlusten schließlich erfolgreich.

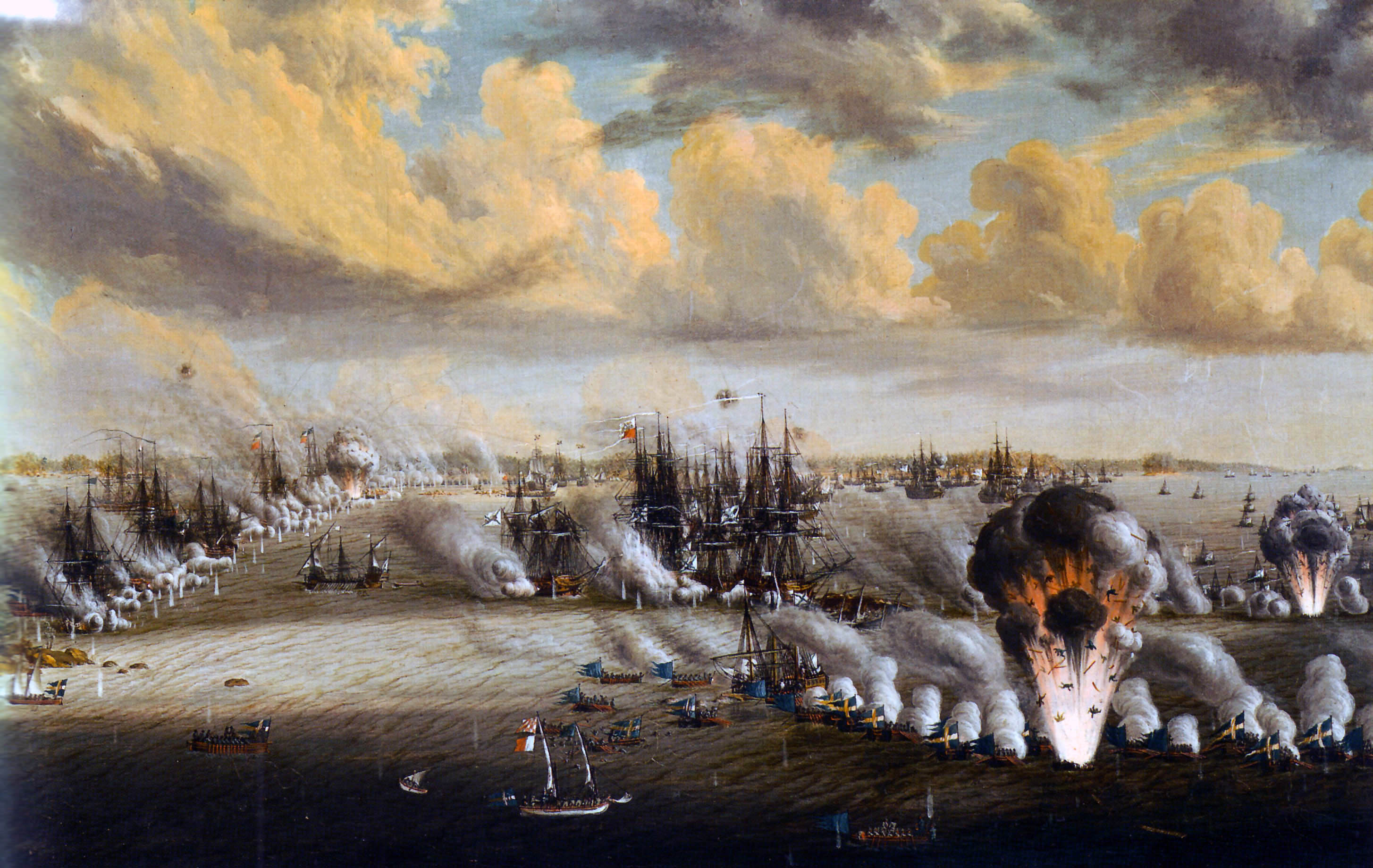
Zweite Schlacht am Svensksund

- 10. Juli: Die Zweite Seeschlacht bei Ruotsinsalmi endet mit einem Sieg Schwedens. Die auch als Zweite Schärenschlacht am Svensksund im Finnischen Meerbusen vor Kotka bezeichnete Schlacht wird nach dem Beginn am Vortag zur Katastrophe für Russland, das zwischen 9.000 und 14.000 Mann sowie ein Drittel seiner Flotte verliert. Es ist hingegen der größte militärische Erfolg in der Geschichte der schwedischen Marine.
- 14. August: Der Frieden von Värälä beendet den 1788 begonnenen Krieg zwischen Schweden und Russland ohne territoriale Veränderung. Alle Kriegsgefangenen sollen bedingungslos freigelassen werden. Schweden erhält einige kleine wirtschaftliche Vorteile im Handel mit russischen Häfen. Russland verzichtet auf eine Einmischung in die schwedische Innenpolitik.

#### Russisch-Österreichischer Türkenkrieg (1787–1792)
- 19. Juli: In der Seeschlacht bei Kertsch wehrt eine russische Flotte, unterstützt vom Drehen des Windes, das Anlanden osmanischer Invasionseinheiten auf der Halbinsel Krim ab. Die gegnerische Flotte zieht sich am Abend erfolglos zurück.
- 22. Dezember: General Alexander Wassiljewitsch Suworow erobert mit seinen russischen Truppen im Russisch-Türkischen Krieg die starke Festung Ismajil des Osmanischen Reichs im späteren Bessarabien. Kaiserin Katharina II. stiftet daraufhin den Verdienstorden Kreuz von Ismail.

#### Vereinigte Staaten von Amerika

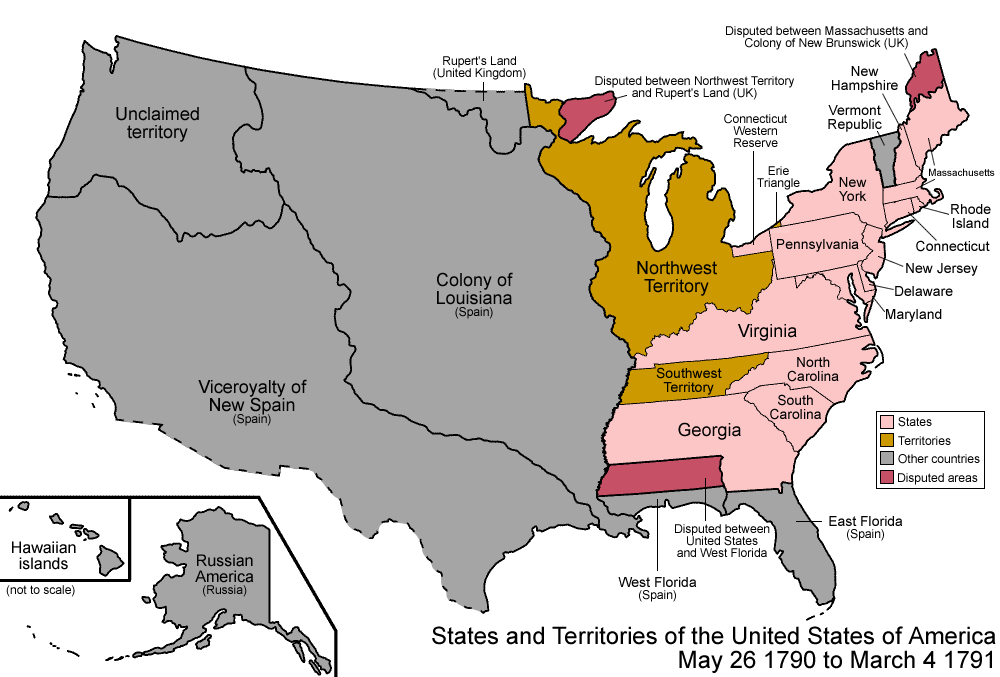
Vereinigte Staaten 1790–91

- 26. März: Der erste U. S. Naturalization Act bestimmt, dass nur freie Weiße (free white persons) die amerikanische Staatsbürgerschaft erwerben können.
- 29. Mai: Rhode Island, wo es eine starke antikonstitutionelle Bewegung gibt, ratifiziert als letzte der Dreizehn Kolonien die Verfassung der Vereinigten Staaten und wird damit 13. Bundesstaat der Vereinigten Staaten, nachdem die USA gedroht haben, Rhode Island als fremden Staat zu behandeln und Einfuhrzölle zu verlangen. Gouverneur John Collins kostet seine Zustimmung die Wiederwahl im gleichen Jahr.
- 16. Juli: In den Vereinigten Staaten wird mit dem Residence Act der District of Columbia geschaffen. Damit entsteht die Planhauptstadt Washington, D.C.
- 2. August: Der United States Census 1790 ist die erste Volkszählung in den Vereinigten Staaten.

#### Pazifik
- 15. Januar: Fletcher Christian kommt mit anderen Meuterern der Bounty auf der Suche nach einem Zufluchtsort vor der Insel Pitcairn an. Die Mannschaft lässt das Schiff vor der Insel auf Grund laufen. Um jede von See aus sichtbare Spur zu vernichten, setzt einer der Meuterer der Bounty am 23. Januar das Schiff in Brand.
- 19. Januar: Eine Flotte aus drei Schiffen verlässt das englische Portsmouth zum Transport von über 1000 Strafgefangenen in die Sträflingskolonie Australien. Sie erreicht Sydney im Juni des gleichen Jahres. Trotz der vergleichsweise schnellen Überfahrt ist die Todesrate unter den Sträflingen die höchste in der Geschichte der Deportation nach Australien. Von den eingeschifften 1.006 Sträflingen sterben 267 (256 Männer und 11 Frauen) auf der Reise.

### Wirtschaft
- 1. Januar: Der Oxford-Kanal wird feierlich eröffnet.
- 31. Juli: Der Erfinder Samuel Hopkins erhält das erste Patent der USA für einen neuen Herstellungsprozess von Pottasche. Die Urkunde trägt unter anderem die Unterschriften von Präsident George Washington und Außenminister Thomas Jefferson.
- 6. Oktober: Jacob Schweppe stellt in London sein Sodawasser, das spätere Getränk Schweppes, vor. Sein schon 1783 in Genf gefundenes Abfüllverfahren wendet er nun in der britischen Hauptstadt in einer mit Partnern gegründeten Fabrik an.

### Wissenschaft und Technik
- 30. Januar: Das erste Rettungsboot wird auf dem Tyne getestet.
- 18. März: Wilhelm Herschel bemerkt die Galaxie NGC 3642 im Sternbild Großer Bär.

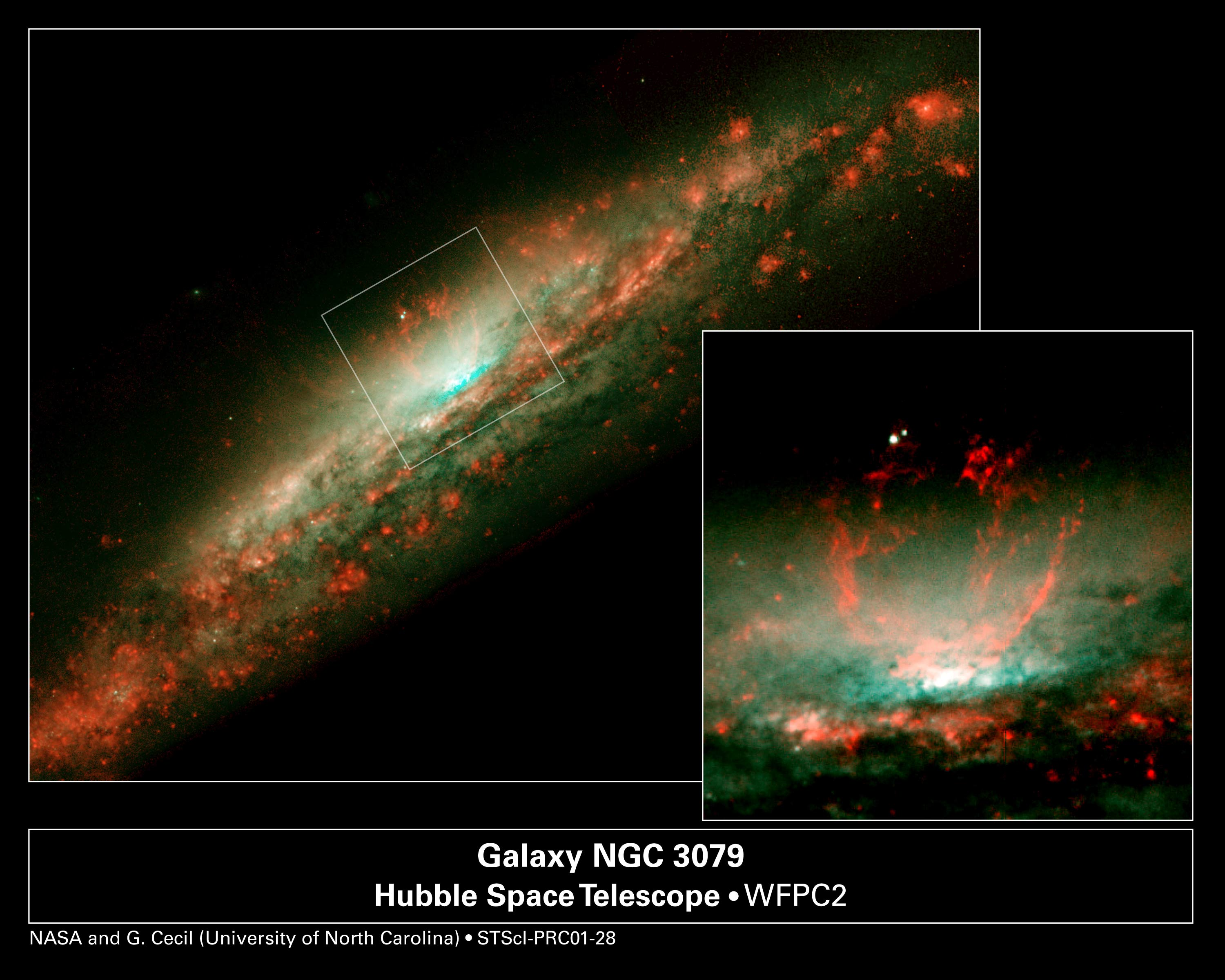
Galaxie NGC 3079

- 1. April: Wilhelm Herschel entdeckt bei Himmelsbeobachtungen die Balkenspiralgalaxie NGC 3079.
- 9. Oktober: Wilhelm Herschel entdeckt im Sternbild Chemischer Ofen die beiden Galaxien NGC 1097 und NGC 1425.
- 2. November: Im Sternbild Andromeda sieht Wilhelm Herschel erstmals die Galaxie NGC 39.
- 26. November: Wilhelm Herschel findet im Sternbild Andromeda die Galaxien NGC 13 und NGC 21.
- 6. Dezember: Himmelsbeobachtungen Wilhelm Herschels lassen ihn die Galaxie NGC 12 im Sternbild Fische entdecken.

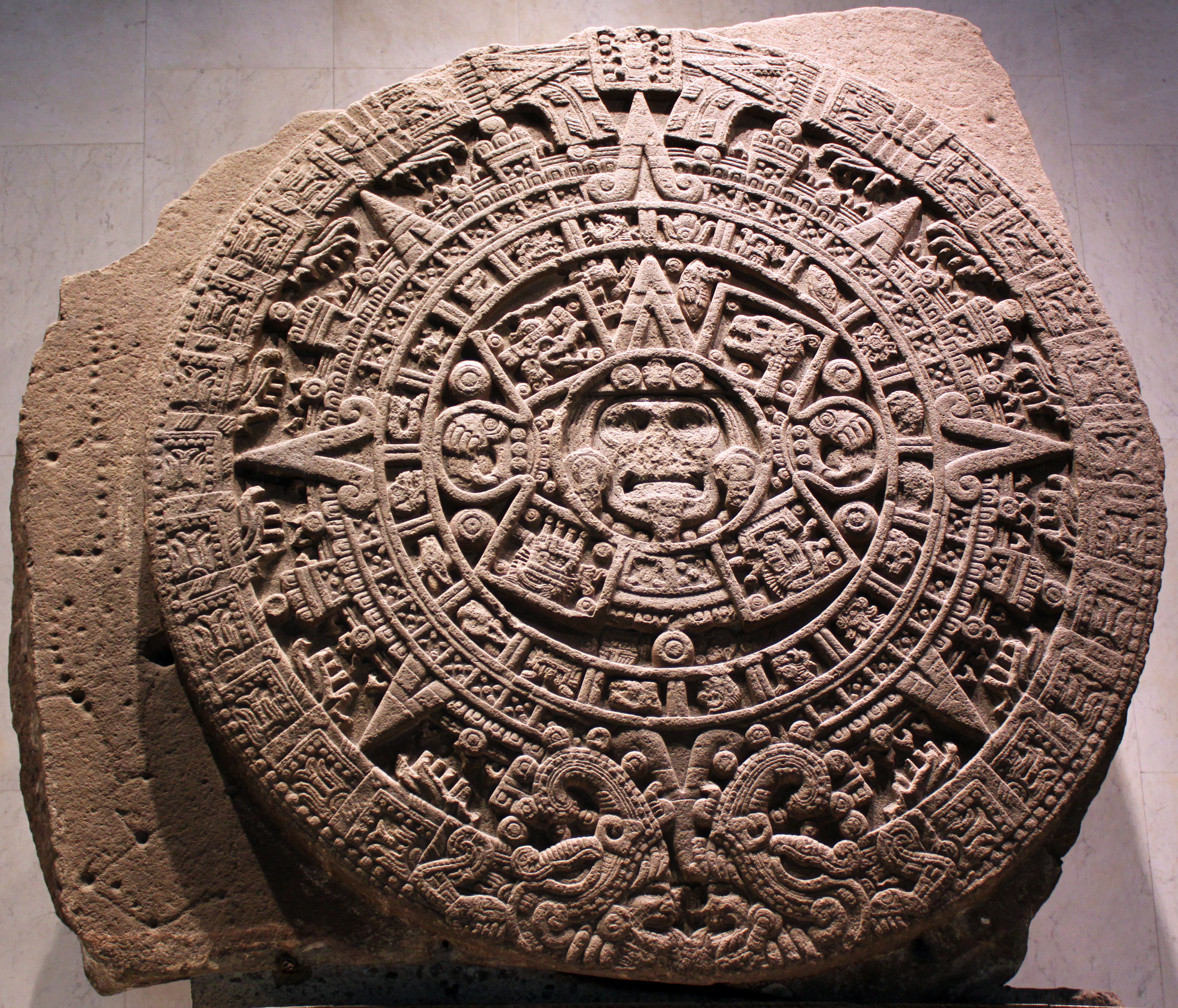
Der Stein der Sonne

- 17. Dezember: In Tenochtitlan bei Mexiko-Stadt wird bei Bauarbeiten der Stein der Sonne der Azteken ausgegraben.
- Der deutsche Botaniker Christian Konrad Sprengel entdeckt am Schmalblättrigen Weidenröschen die Fremdbestäubung.
- Immanuel Kant: Kritik der Urteilskraft
- Francis Hopkinson erhält als erster Preisträger von der American Philosophical Society die Magellanic Premium verliehen.

### Kultur
- 26. Januar: Wolfgang Amadeus Mozarts Oper Così fan tutte (So machen es alle) nach einem Text von Lorenzo da Ponte wird im Wiener Burgtheater uraufgeführt.
- 27. Januar: Heinrich Harries veröffentlicht im Flensburger Wochenblatt für Jedermann anlässlich des Geburtstags König Christians VII. von Dänemark die Urfassung des Liedes Heil dir im Siegerkranz unter dem Titel „Lied für den dänischen Untertan, an seines Königs Geburtstags zu singen in der Melodie des englischen Volksliedes God save George the King“.
- 1. März: Uraufführung der Oper Les Brouilleries von Henri Montan Berton an der Opéra-Comique in Paris
- 10. Mai: Uraufführung des historischen Dramas Jeanne d’Arc à Orléans von Rodolphe Kreutzer an der Comédie Italienne in Paris
- 6. Juli: Im steiermärkischen Leoben wird ein Stadttheater gegründet, das seither durchgehend bespielt wird. Es zählt inzwischen zu Österreichs ältesten derartigen Einrichtungen.
- 23. August: Uraufführung der Oper Les Rigueurs du cloître von Henri Montan Berton an der Opéra-Comique in Paris
- 11. September: Das Singspiel Der Stein der Weisen oder Die Zauberinsel auf ein Libretto von Emanuel Schikaneder hat seine Uraufführung am Wiedner Theater bei Wien. Die Musik zu diesem Werk Schikaneders soll von Johann Baptist Henneberg stammen, und sie enthält Einlagenummern von Franz Xaver Gerl, Wolfgang Amadeus Mozart, Benedikt Schack und Schikaneder selbst.

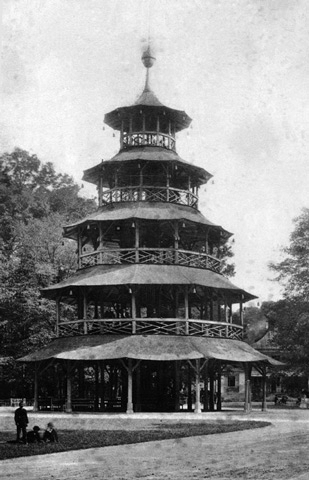
Der Originalbau um 1895

- In München wird der Chinesische Turm gebaut.
- Johann Abraham Peter Schulz vertont das Abendlied von Matthias Claudius.
- Carl Ignaz Geiger veröffentlicht den satirischen utopischen Kurzroman Reise eines Erdbewohners in den Mars.

### Gesellschaft
- Anton David Steiger gründet als „Hainz am Stein der Wilde“ die „Wildensteiner Ritterschaft auf blauer Erde“ mit dem Ziel des Wiederauflebens des Rittertums des Mittelalters im Sinne der Romantik.

### Religion
- Juni: Bündner Prädikantenstreik von 1790

## Historische Karten und Ansichten

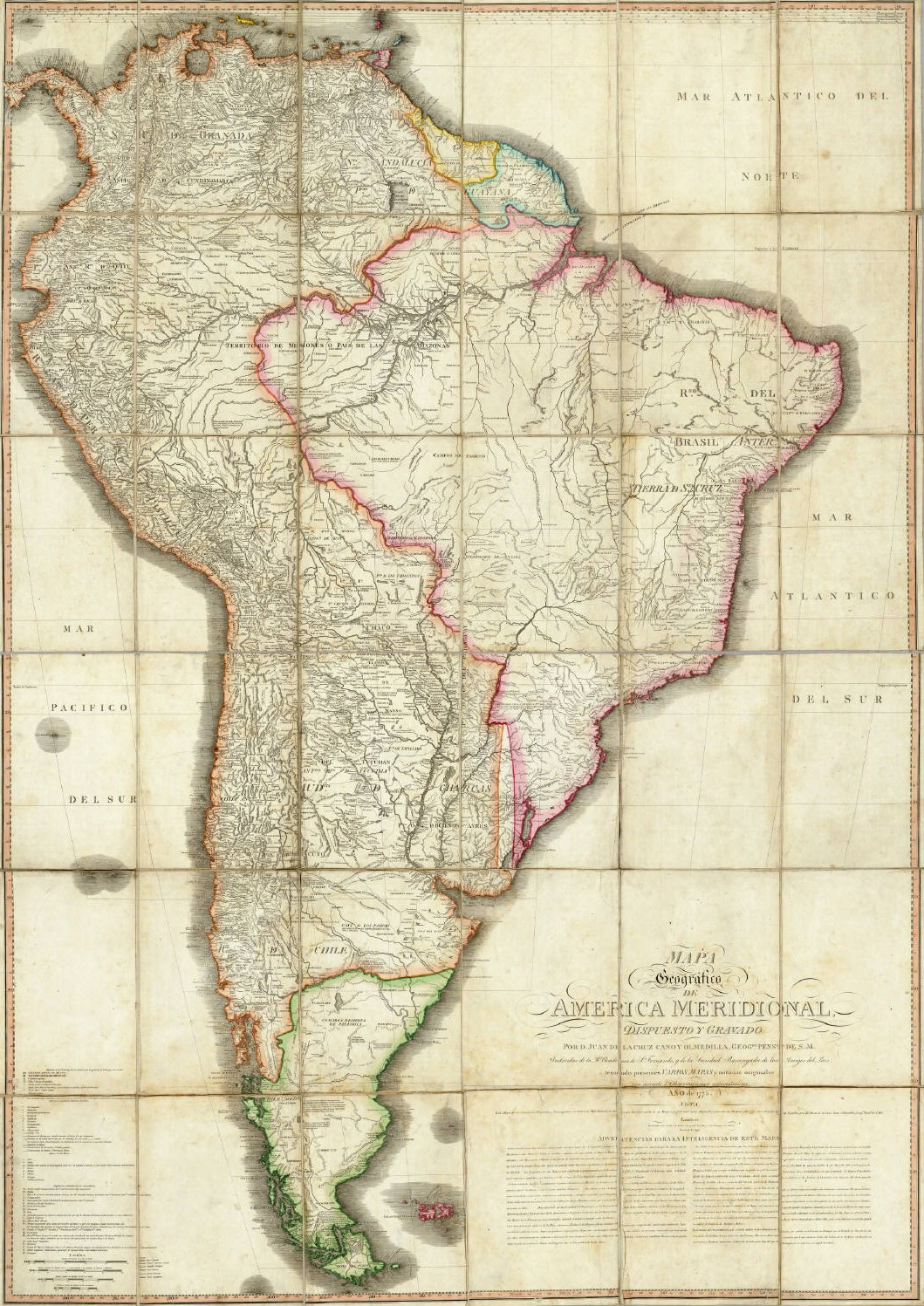
Südamerika 1790

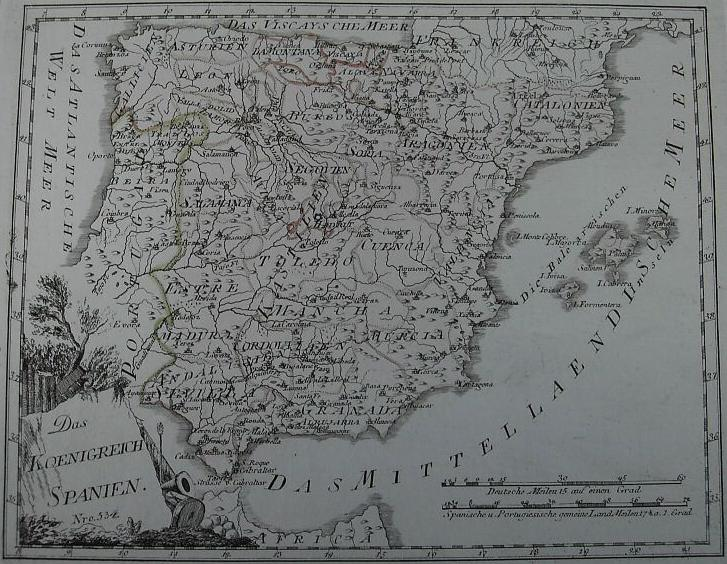
Iberische Halbinsel 1790

## Geboren

### Erstes Quartal
- 06. Januar: Arnold Naudain, US-amerikanischer Politiker († 1872)
- 10. Januar: Jacob Jacobsen Dampe, dänischer Theologe und Philosoph († 1867)
- 11. Januar: Zofia Branicka, polnische Adlige († 1879)
- 14. Januar: Daniel Dunklin, US-amerikanischer Politiker († 1844)
- 17. Januar: Johann Georg Frech, deutscher Musikdirektor, Komponist und Organist († 1864)
- 19. Januar: Per Daniel Amadeus Atterbom, schwedischer Dichter und Literaturhistoriker († 1855)
- 20. Januar: John Blackwall, britischer Naturforscher († 1881)
- 27. Januar: William Davies Evans, walisischer Schachspieler († 1872)
- 27. Januar: Petro Hulak-Artemowskyj, ukrainischer Schriftsteller († 1865)
- 29. Januar: Julius Georg Knoll, deutscher Jurist († 1851)
- 31. Januar: Adam Friedrich Molz, Schweizer Lehrer und evangelischer Geistlicher († 1879)
- 01. Februar: Franz Joseph Aloys Antony, deutscher katholischer Geistlicher, Kirchenmusiker, Pädagoge und Autor († 1837)
- 02. Februar: William Elford Leach, britischer Zoologe und Meeresbiologe († 1836)
- 03. Februar: Gideon Mantell, englischer Arzt, Geologe und Paläontologe († 1852)
- 04. Februar: John Bachman, US-amerikanischer Naturgelehrter und Priester († 1874)
- 05. Februar: Wilhelmine Karoline Friederike Apranzow, deutsche Schriftstellerin († 1844)
- 06. Februar: John Silva Meehan, Leiter der Library of Congress († 1863)
- 07. Februar: Hans Heinrich von Könneritz, deutscher Diplomat, Politiker und Rittergutsbesitzer († 1863)
- 11. Februar: Ignaz Aßmayer, österreichischer Komponist und Kirchenmusiker († 1862)
- 11. Februar: Ferdinand Schureman Schenck, US-amerikanischer Politiker († 1860)
- 16. Februar: Juan Van Halen, spanischer General († 1864)
- 16. Februar: Claude Servais Mathias Pouillet, französischer Physiker († 1868)
- 24. Februar: Hall J. Kelley, US-amerikanischer Schriftsteller und Lehrer († 1874)
- 25. Februar: Juan Álvarez Mendizábal, spanischer Politiker und Ministerpräsident Spaniens († 1853)
- 28. Februar: Joseph Christian von Zedlitz, österreichischer Offizier und Dichter († 1862)
- 01. März: Emil André, deutscher Forstmann († 1869)
- 01. März: Heinrich XIX., Fürst Reuß zu Greiz († 1836)
- 03. März: John Austin, englischer Jurist und Rechtsphilosoph († 1859)
- 07. März: Vincenz August Wagner, österreichischer Jurist und Hochschullehrer († 1833)
- 11. März: Ignaz von Rudhart, bayerischer Politiker und Ministerpräsident von Griechenland († 1838)
- 14. März: Ludwig Emil Grimm, Maler und Kupferstecher, Bruder von Jacob und Wilhelm Grimm († 1863)
- 15. März: Friedrich Wilhelm von Rauch, preußischer Generalleutnant († 1850)
- 15. März: Nicola Vaccai, italienischer Komponist († 1848)
- 17. März: Ludwig von Haenlein, deutscher Diplomat († 1853)
- 21. März: Hermann von Beisler, Politiker und Militär († 1859)

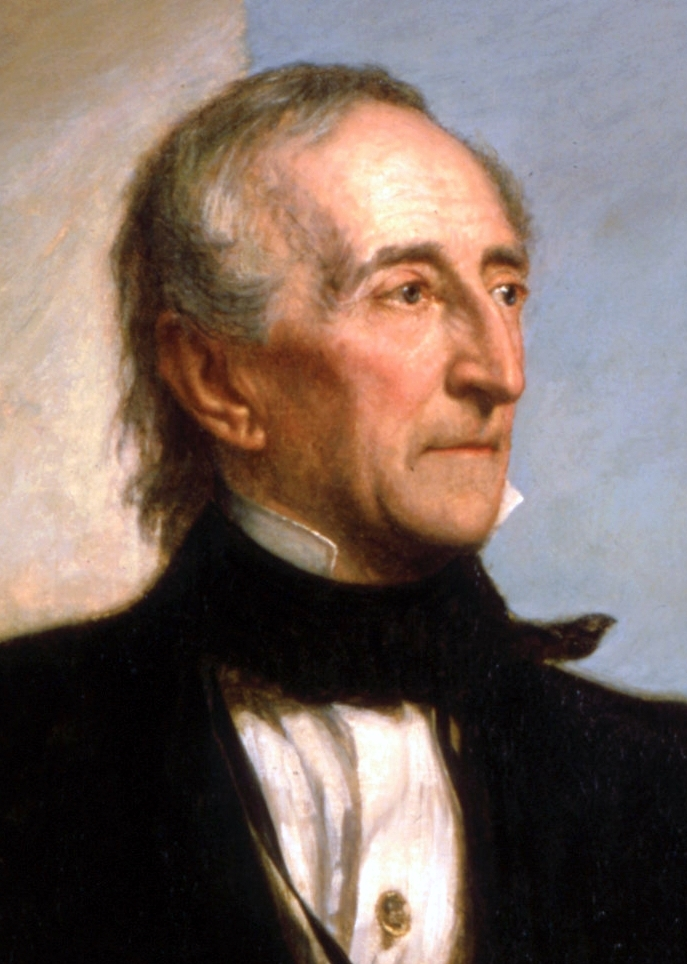
John Tyler

- 29. März: John Tyler, Präsident der Vereinigten Staaten († 1862)
- 29. März: Carl Theodor Welcker, Gelehrter und liberaler Politiker († 1869)

### Zweites Quartal
- 02. April: Jacques Lisfranc, französischer Chirurg († 1847)
- 04. April: Johann Jakob Rütlinger, Schweizer Lehrer, Schriftsteller und Auswanderer († 1856)
- 05. April: Sophie Wilhelmine Mosewius, deutsche Sängerin († 1825)
- 06. April: Félix Cazot, französischer Musikpädagoge und Komponist († 1857)
- 11. April: George Rockingham Gilmer, US-amerikanischer Politiker († 1859)
- 12. April: Joseph Kille, US-amerikanischer Politiker († 1865)
- 13. April: Wilhelm von Rahden, Militär und Schriftsteller († 1860)
- 21. April: Manuel Blanco Encalada, chilenischer Politiker († 1876)
- 20. April: Alfred Moore Gatlin, US-amerikanischer Politiker († 1841)
- 30. April: Bernhard Baader, Sammler badischer Sagen († 1859)
- 30. April: Karl Wilhelm von Willisen, preußischer General († 1879)
- 02. Mai: Carl von Carnap, preußischer Generalmajor und Gutsbesitzer († 1869)
- 16. Mai: Juan Lindo, Präsident von El Salvador und Honduras († 1857)
- 20. Mai: Micajah Thomas Hawkins, US-amerikanischer Politiker († 1858)
- 21. Mai: William Cavendish, 6. Duke of Devonshire, britischer Peer und Politiker († 1858)
- 21. Mai: Henri-Louis Empeytaz, Schweizer evangelischer Geistlicher († 1853)
- 23. Mai: Jules Dumont d’Urville, französischer Seefahrer und Polarforscher († 1842)
- 23. Mai: James Pradier, französischer Bildhauer († 1852)
- 27. Mai: Johann Ludwig Urban Blesson, preußischer Militärschriftsteller († 1861)
- 27. Mai: Giuseppina Negrelli, Welschtiroler Patriotin und Freiheitskämpferin († 1842)
- 01. Juni: Chester Ashley, US-amerikanischer Politiker († 1848)
- 01. Juni: Ferdinand Raimund, österreichischer Dramatiker († 1836)
- 10. Juni: Ami Bost, Schweizer Erweckungsprediger († 1874)
- 10. Juni: Louis-Joseph Daussoigne-Mehul, französischer Komponist († 1875)
- 13. Juni: José Antonio Páez, Präsident von Venezuela († 1873)
- 17. Juni: Abel P. Upshur, US-amerikanischer Jurist, Politiker und Außenminister († 1844)
- 18. Juni: John Henry Eaton, US-amerikanischer Politiker († 1856)
- 19. Juni: Johann Heinrich Fischer, Schweizer Politiker († 1861)
- 23. Juni: Charles Thomas, US-amerikanischer Politiker († 1848)

### Drittes Quartal
- 04. Juli: George Everest, britischer Ingenieur († 1866)
- 07. Juli: Theodor Hilgard, deutscher Rechtswissenschaftler († 1873)
- 12. Juli: David Hansemann, deutscher Politiker und Bankier († 1864)
- 17. Juli: William Gardner Angel, US-amerikanischer Politiker († 1858)
- 21. Juli: Friedrich Karl Hermann Kruse, Historiker († 1866)
- 03. August: John Cockerill, britischer Industrieller († 1840)
- 29. August: Leopold, badischer Großherzog († 1852)
- 01. September: Ferdinand von Eckstein, dänischer Schriftsteller und französischer Beamter († 1861)
- 03. September: Hermann Josef Neefe, deutscher Bühnenmaler († 1854)
- 04. September: Joseph Anton von Maffei, deutscher Industrieller, Eisenbahnfabrikant († 1870)
- 09. September: Sergei Trubezkoi, Führer des russischen Dekabristenaufstandes 1825 († 1860)
- 13. September: John Blair, US-amerikanischer Politiker († 1863)
- 16. September: Thomas Vowler Short, britischer Geistlicher und Schriftsteller († 1872)
- 17. September: Ludwig Friedrich Leopold von Gerlach, preußischer General und Politiker († 1861)
- 23. September: William Trousdale, US-amerikanischer Politiker († 1872)
- 26. September: Nassau William Senior, englischer Ökonom († 1864)
- 28. September: Christian Ludwig Wilhelm Stark, deutscher evangelischer Theologe († 1818)
- 30. September: Carl Heinrich Saemann, deutscher Musiker († 1860)

### Viertes Quartal
- 01. Oktober: Henry H. Chambers, US-amerikanischer Politiker († 1826)
- 03. Oktober: Guwisguwi, Oberster Häuptling des Volkes der Cherokee († 1866)
- 05. Oktober: Johann Anton Ramboux, deutscher Maler und Lithograph, († 1866)
- 08. Oktober: Waldemar Thrane, norwegischer Komponist, Violinist und Dirigent († 1828)
- 09. Oktober: Carl Ludwig Heusler, deutscher Unternehmer und Bergbeamter († 1851)
- 14. Oktober: Wilhelm Ernst Weber, deutscher Pädagoge und Philologe († 1850)
- 16. Oktober: Karl von Prittwitz, preußischer General der Infanterie († 1871)
- 16. Oktober: Valentin Rost, deutscher Altphilologe und Lexikograf († 1862)
- 17. Oktober: August Ferdinand Anacker, deutscher Komponist († 1854)
- 21. Oktober: Alphonse de Lamartine, französischer Dichter, Schriftsteller und Politiker († 1869)
- 22. Oktober: Jan Ackersdijck, niederländischer Jurist, Statistiker und Ökonom († 1861)
- 25. Oktober: Robert Stirling, schottischer Priester und Ingenieur († 1878)
- 26. Oktober: Lambert Joseph von Babo, deutscher Agronom und Vinologe († 1862)
- 29. Oktober: Adolph Diesterweg, deutscher Pädagoge und Verlagsgründer († 1866)
- 30. Oktober: Karol Lipiński, polnischer Violinist, Komponist und Operndirigent († 1861)
- 31. Oktober: Francisco Javier de Istúriz, spanischer Staatsmann und Regierungspräsident Spaniens († 1871)
- 04. November: Gregor Arvay, ungarischer katholischer Geistlicher, Lehrer und Schriftsteller († 1871)
- 04. November: Carlos Antonio López, Präsident von Paraguay († 1862)
- 06. November: Johann Jacob Wehrli, Schweizer Pädagoge († 1855)
- 07. November: Luigi Rinaldo Legnani, italienischer Sänger, Gitarrist und Komponist († 1877)
- 11. November: Elise Ruepp, Schweizer Pionierin der Frauen- und Lehrerinnenbildung († 1873)
- 12. November: Heinrich Schmückert, Generalpostdirektor des Norddeutschen Bundes († 1862)

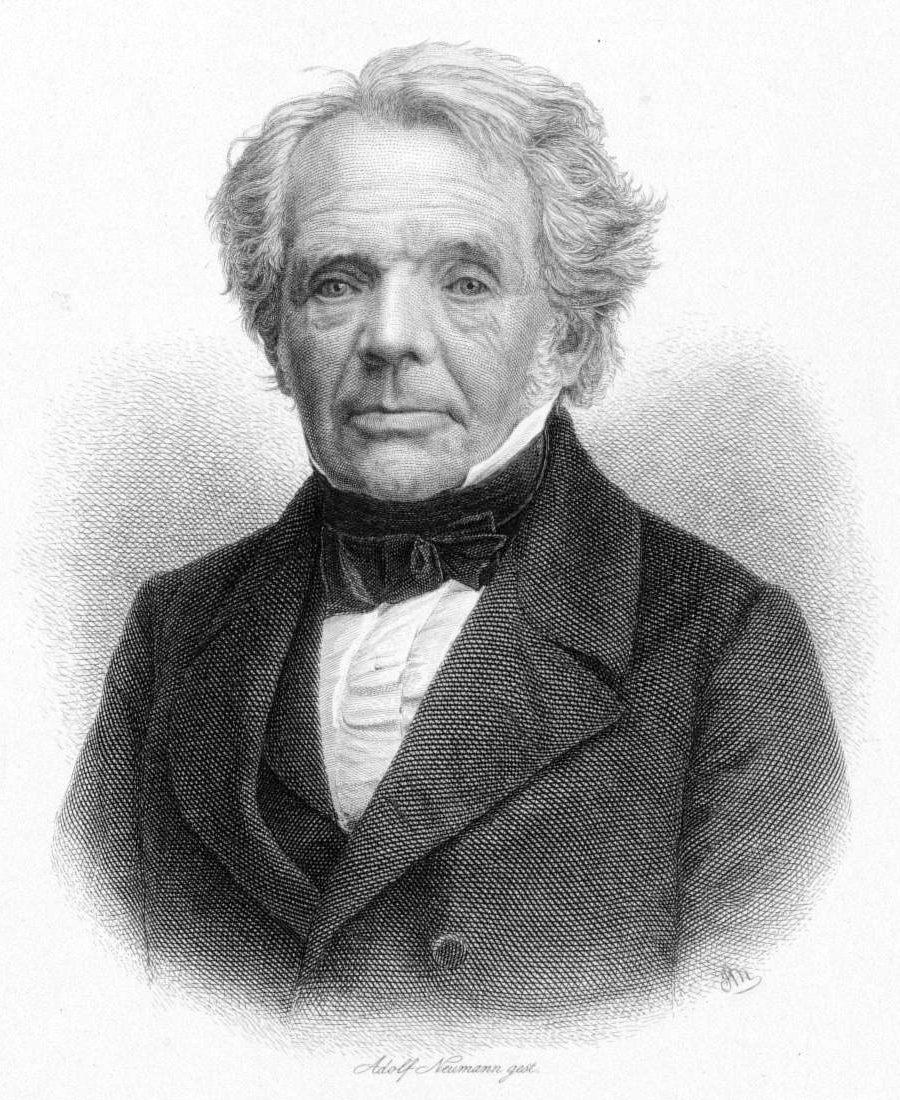
August Ferdinand Möbius

- 17. November: August Ferdinand Möbius, deutscher Mathematiker und Astronom († 1868)
- 17. November: João Carlos de Saldanha Oliveira e Daun, portugiesischer Politiker und General († 1876)
- 18. November: George Robertson, US-amerikanischer Politiker († 1874)
- 21. November: Edmund Lyons, britischer Admiral und Diplomat († 1858)
- 22. November: Gregor Wilhelm Nitzsch, Philologe († 1861)
- 23. November: Thomas Flournoy Foster, US-amerikanischer Politiker († 1848)
- 06. Dezember: Jean-Baptiste Philibert Vaillant, französischer General, Marschall von Frankreich († 1872)
- 09. Dezember: Henry S. Geyer, US-amerikanischer Politiker († 1859)
- 09. Dezember: William Edward Parry, britischer Admiral und Polarforscher († 1855)
- 10. Dezember: Jakob Philipp Fallmerayer, Orientalist und Publizist († 1861)
- 12. Dezember: Gustavus Miller Bower, US-amerikanischer Politiker († 1864)
- 13. Dezember: Joseph Fieschi, Attentäter († 1836)

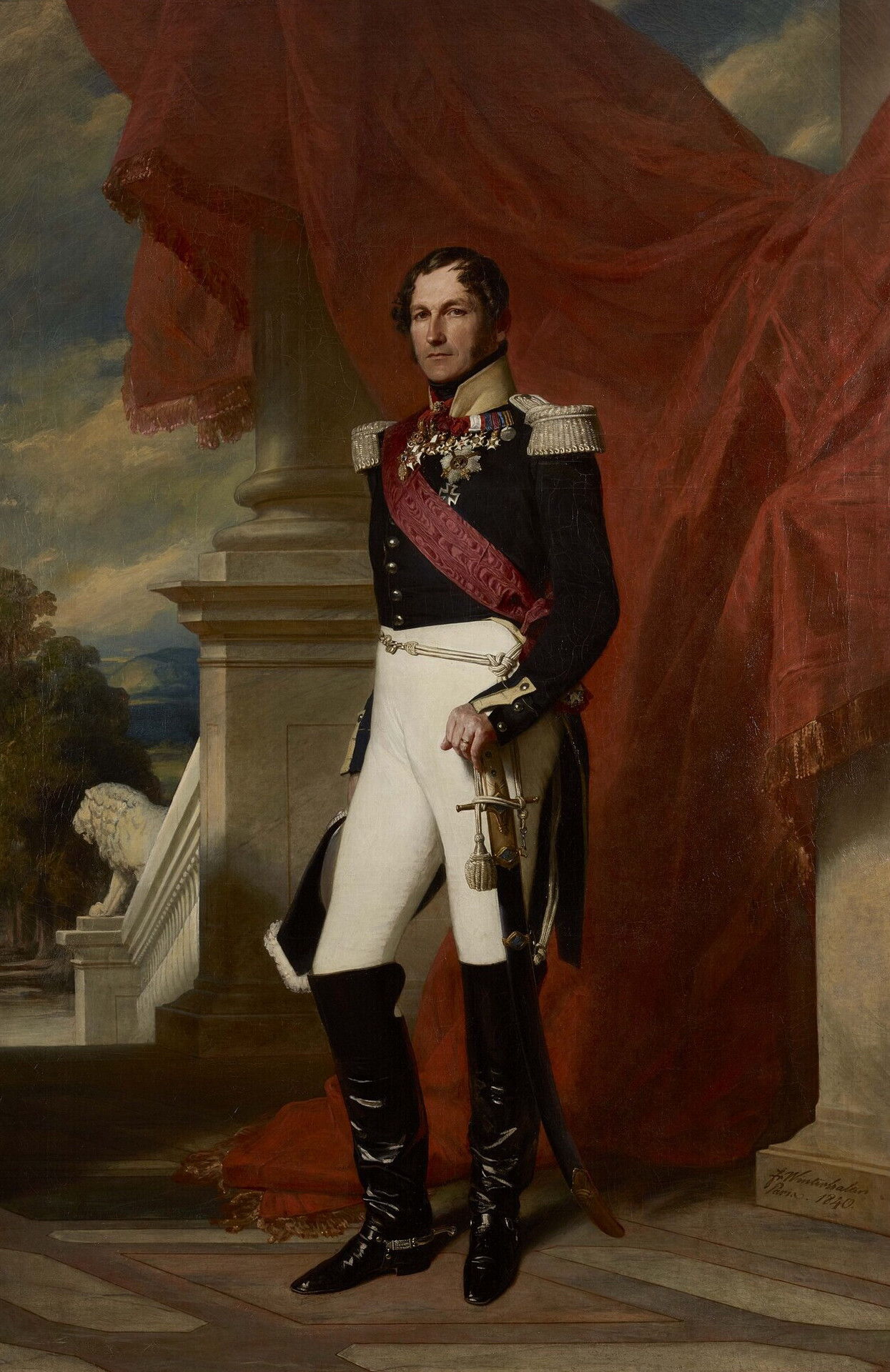
König Leopold I.

- 16. Dezember: Leopold I., erster belgischer König († 1865)

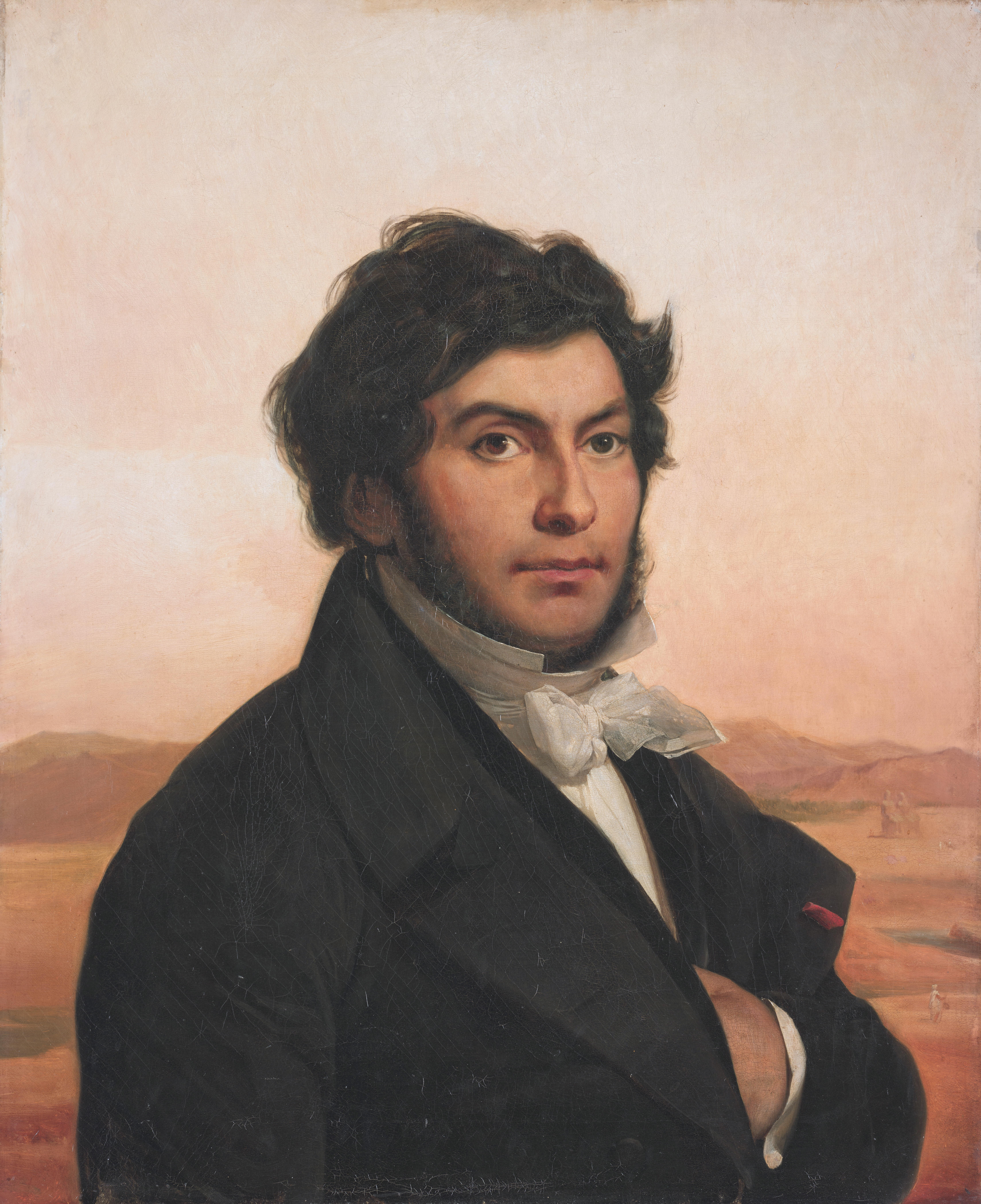
Jean-François Champollion

- 23. Dezember: Jean-François Champollion, französischer Sprachwissenschaftler († 1832)
- 30. Dezember: Antonie Adamberger, österreichische Schauspielerin, Verlobte Theodor Körners († 1867)

### Genaues Geburtsdatum unbekannt
- Carl C. Ackermann, deutscher Verleger († 1859)
- Jonker Afrikaner, Kaptein der Orlam († 1861)
- Joseph Audo, osmanischer Patriarch von Babylon († 1878)
- Mathias Drexler, deutsch-österreichischer Steinmetzmeister und Bildhauer des Historismus († 1850)
- Bennett C. Riley, US-amerikanischer Offizier († 1853)
- Ioannis Rangos, griechischer Freiheitskämpfer und General († 1870)
- Tamenaga Shunsui, japanischer Schriftsteller († 1844)
- Gerhard Sippmann, deutscher Zeichner, Arabesken-, Porträt-, Landschaftsmaler und Kunstlehrer († 1866)
- Johann Nepomuk Tröndlin, deutscher Klavierbauer († 1862)
- Wilhelm Würfel, tschechischer, Komponist, Organist, Pianist und Musikpädagoge († 1832)

## Gestorben

### Erstes Halbjahr
- 05. Januar: Jacob Christian Schäffer, deutscher evangelischer Superintendent (* 1718)
- 07. Januar: Johann Karl Götzinger, deutscher lutherischer Theologe (* 1731)
- 13. Januar: Luc Urbain du Bouëxic de Guichen, französischer Admiral (* 1712)
- 18. Januar: Stefano Ittar, polnischer Architekt (* 1724)
- 20. Januar: Maximilian von Fürst und Kupferberg, königlich preußischer Großkanzler (* 1717)
- 30. Januar: Jacques-André Mallet, Schweizer Mathematiker und Astronom (* 1740)
- 02. Februar: Friedrich Wolfgang Reiz, deutscher Altphilologe (* 1733)
- 03. Februar: Johann Bernhard Hermann, Intellektueller des 18. Jahrhunderts (* 1761)
- 05. Februar: William Cullen, schottischer Mediziner und Chemiker (* 1710)
- 14. Februar: Ferdinand-Olivier Petitpierre, Schweizer evangelischer Geistlicher (* 1722)

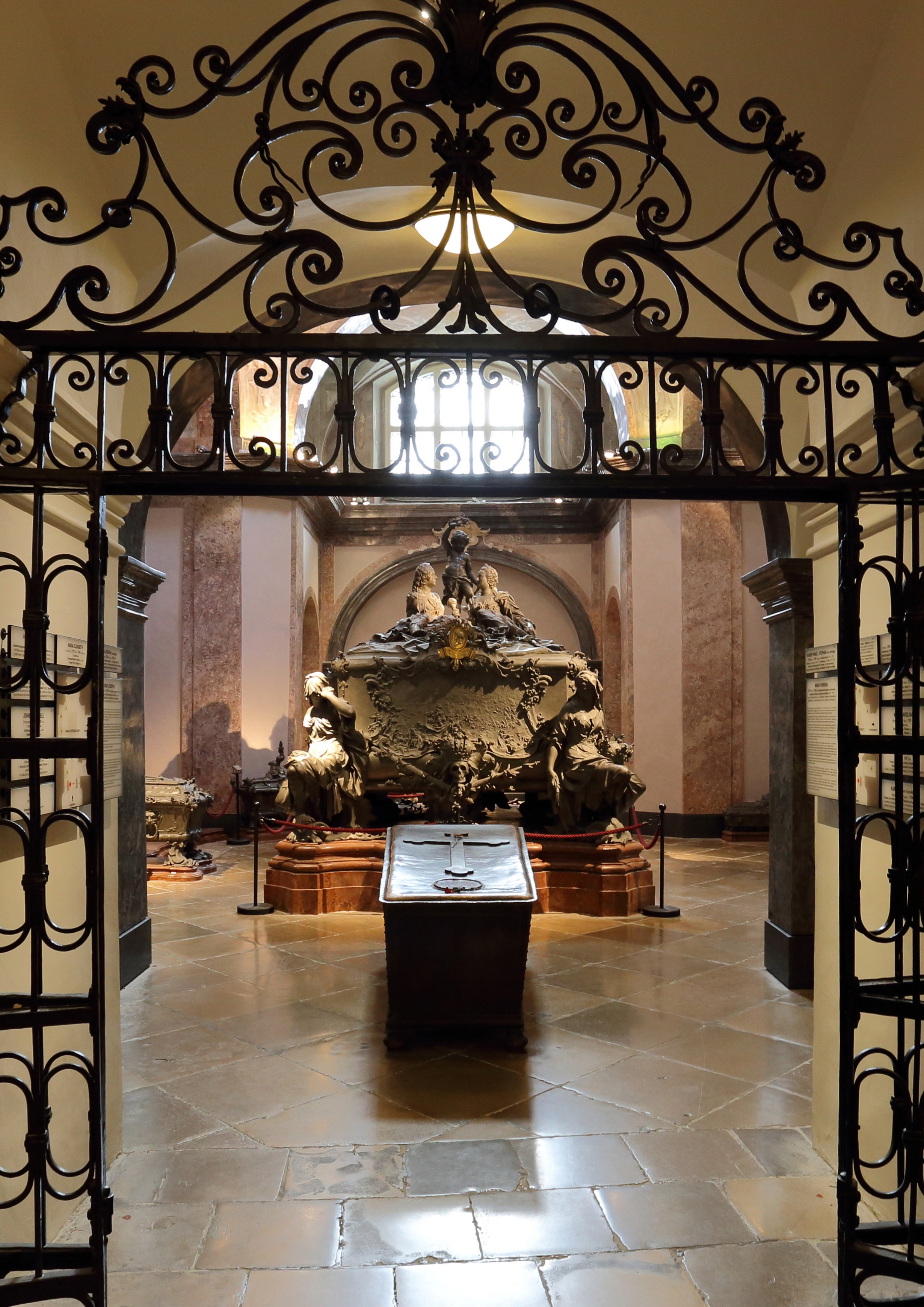
Der schlichte Kupfersarg Josephs II. vor dem Prunkdoppelsarkophag seiner Eltern

- 20. Februar: Joseph II., Kaiser des Heiligen Römischen Reiches (* 1741)
- 20. Februar: Erik Pauelsen, dänischer Zeichner, Kupferstecher und Maler (* 1749)
- 04. März: Henry Wisner, Delegierter des Staates New York im Kontinentalkongress (* 1720)
- 05. März: Flora MacDonald, als Heldin verehrte Frau der Jakobiten (* 1722)
- 12. März: William Grayson, US-amerikanischer Politiker (* 1736)
- 12. März: Andreas Hadik von Futak, Reichsgraf und österreichischer Feldmarschall (* 1710)
- 17. März: Benjamin Wilhelm Daniel Schulze, deutscher Pädagoge und Philologe (* 1715)
- 23. März: Georg Christian Crollius, deutscher Historiker (* 1728)
- 30. März: Cezayirli Gazi Hasan Pascha, Großwesir des Osmanischen Reiches (* 1713)
- 06. April: Ludwig IX., Landgraf von Hessen-Darmstadt (* 1719)
- 09. April: Nicolas-Sylvestre Bergier, französischer Theologe und Apologet (* 1718)
- 11. April: Charles Churchill, britischer Seemann und Meuterer auf der Bounty (* ca. 1759)
- 11. April: Matthew Thompson, britischer Seemann und Meuterer auf der Bounty (* ca. 1750)
- 16. April: Wilhelm Heinrich Schultze, deutscher evangelischer Geistlicher (* 1724)

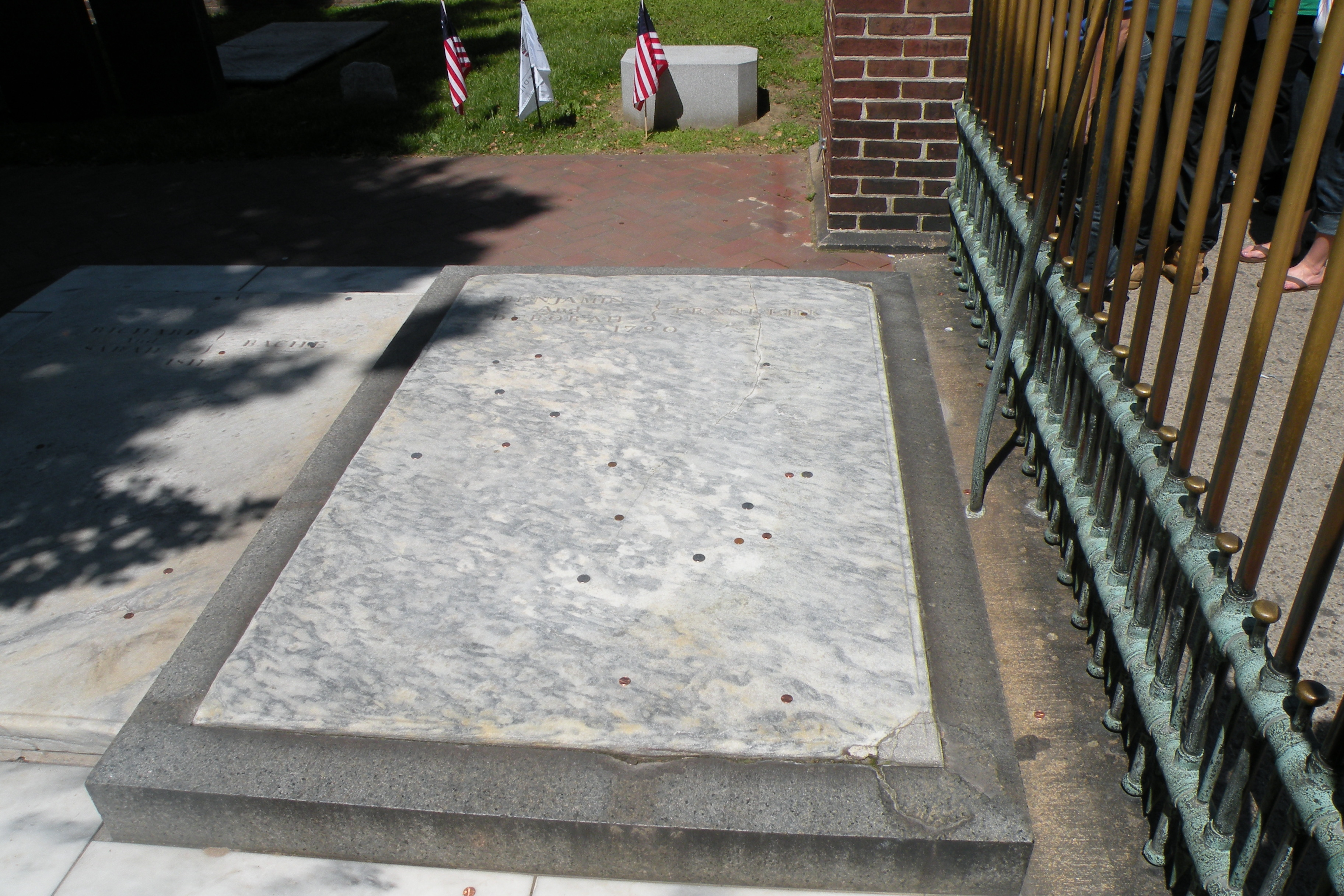
Benjamin Franklins Grab in Philadelphia

- 17. April: Benjamin Franklin, US-amerikanischer Naturwissenschaftler und Politiker (* 1706)
- 29. April: Charles-Nicolas Cochin der Jüngere, französischer Kupferstecher und Radierer (* 1715)
- 29. April: Samuel Heinicke, Pädagoge und „Erfinder“ der deutschen Methode der Gehörlosenpädagogik (* 1727)
- 02. Mai: Philipp Matthäus Hahn, deutscher Pfarrer, Konstrukteur und Erfinder (* 1739)
- 02. Mai: Viktor Amadeus, Prinz von Anhalt-Bernburg-Schaumburg-Hoym und russischer General (* 1744)
- 03. Mai: Johann Jakob Hemmer, Meteorologe, Physiker und Sprachforscher (* 1733)
- 04. Mai: Matthew Tilghman, Delegierter von Maryland im Kontinentalkongress (* 1718)
- 09. Mai: Johann Friedrich Brandis, deutscher Jurist und Hochschullehrer (* 1760)
- 20. Mai: Nathan Miller, US-amerikanischer Politiker (* 1743)
- 24. Mai: François-Henri Clicquot, französischer Orgelbauer (* 1732)
- 26. Mai: Nathaniel Folsom, US-amerikanischer Politiker, Delegierter für New Hampshire im Kontinentalkongress (* 1726)
- 29. Mai: Israel Putnam, britischer Offizier und US-amerikanischer General im Unabhängigkeitskrieg (* 1718)

### Zweites Halbjahr
- 01. Juli: Johann Gerhard Gruner, deutscher Jurist und Historiker (* 1734)
- 06. Juli: George Augustus Eliott, 1. Baron Heathfield, britischer General und Gouverneur von Gibraltar (* 1717)
- 07. Juli: Frans Hemsterhuis, niederländischer Philosoph (* 1721)
- 10. Juli: Johann Georg Pfranger, deutscher evangelischer Geistlicher (* 1745)
- 11. Juli: Carl Gottlieb Strauß, deutscher evangelischer Geistlicher und Pädagoge (* 1743)
- 14. Juli: Gideon Ernst von Laudon, österreichischer Feldherr (* 1717)

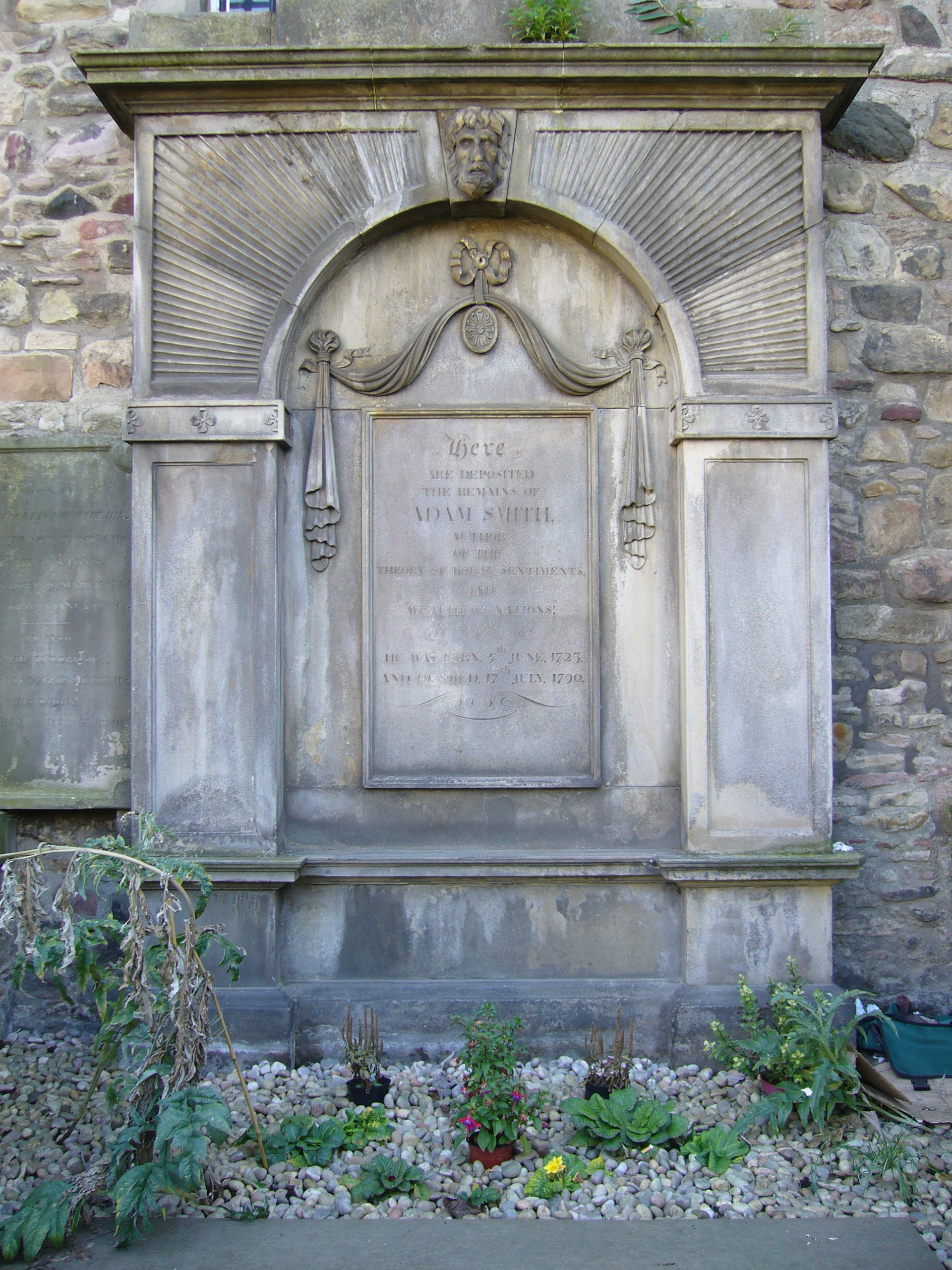
Adam Smiths Grab auf dem Canongate Kirkyard in Edinburgh

- 17. Juli: Adam Smith, schottischer Ökonom (* 1723)
- 24. Juli: Johann Friedrich Hiller, deutscher Pädagoge, Rhetoriker und Philosoph. (* 1718)
- 25. Juli: Johann Bernhard Basedow, deutscher Pädagoge und Schriftsteller (* 1724)
- 25. Juli: William Livingston, Delegierter im Kontinentalkongress und erster Gouverneur von New Jersey (* 1723)
- 16. August: David Brearley, US-amerikanischer Jurist und Politiker (* 1745)
- 29. August: Ludwig Günther II., Fürst von Schwarzburg-Rudolstadt (* 1708)
- 31. August: Johann Hinrich Gossler, deutscher Kaufmann und Bankier (* 1738)
- 01. September: Adrian Andreas Pfannenschmidt, deutscher Unternehmer (* 1724)
- 02. September: Johann Nikolaus von Hontheim, Verfechter der Kirchenfreiheit (* 1701)
- 05. September: Martin Crugot, deutscher evangelischer Geistlicher (* 1725)
- 23. September: Rambaldo degli Azzoni Avogaro, italienischer katholischer Geistlicher, Heimatforscher und Numismatiker (* 1719)
- 27. September: Johann Jacob Sartorius, deutscher evangelischer Geistlicher und Pädagoge (* 1730)
- 28. September: Nikolaus I. Joseph Fürst Esterházy, Feldmarschall (* 1714)
- 05. Oktober: Christian David Jani, deutscher Philologe und Pädagoge (* 1743)
- 11. Oktober: Marmaduke Tunstall, englischer Ornithologe und Sammler (* 1743)
- 14. Oktober: William Hooper, Delegierter von North Carolina im Kontinentalkongress (* 1742)
- 19. Oktober: Lyman Hall, einer der Gründerväter der USA (* 1724)
- 26. Oktober: Ferdinand von Meggenhofen, Beamter und Mitglied des Illuminatenordens (* 1760)
- 29. Oktober: Franz Arnold, Maler und Kupferstecher (* unbekannt)
- 30. Oktober: Karai Senryū, japanischer Dichter (* 1718)
- 09. November: Horatio Sharpe, britischer Kolonialgouverneur von Maryland (* 1718)
- 11. November: Nikolaus von Pacassi, österreichischer Architekt (* 1716)
- 16. November: Daniel of St. Thomas Jenifer, Delegierter für Maryland im Kontinentalkongress (* 1723)
- 17. November: Johann Peter Jäger, Kurmainzer Hofstuckateur und Architekt (* 1708)
- 21. November: Karol Stanisław Radziwiłł, Woiwode von Wilna und Starost von Lemberg (* 1734)
- 22. November: Larcum Kendall, britischer Uhrmacher (* 1719)
- 24. November: Robert Henry, schottischer Historiker (* 1718)
- 16. Dezember: Ludwig August Lebrun, deutscher Oboist und Komponist (* 1752)
- 25. Dezember: Johann Gottfried Heinitz, deutscher Pädagoge und Kirchenlieddichter (* 1712)